# Литвинов, Андрей Иванович
Андрей Иванович Литвинов — советский военный, государственный и политический деятель, генерал-майор.

## Биография
Родился в 1900 году в селе Герасимовка. Член КПСС с 1921 года.
С 1919 года — на военной службе, общественной и политической работе. В 1919—1956 гг. — участник Гражданской войны, на командных должностях и политической работе в Рабоче-Крестьянской Красной Армии, участник советско-финской войны, участник Великой Отечественной войны, заместитель командира 35-го стрелкового корпуса по политической части, член Военного Совета 49-й армии, член Военного Совета 3-й Ударной армии, член Военного Совета Северной группы войск, на командных должностях и политической работе в Советской Армии.
Умер в Москве в 1981 году.